# Caleb Deschanel
Joseph Caleb Deschanel (Filadelfia, 21 settembre 1944) è un direttore della fotografia statunitense.

## Biografia
Figlio di padre francese e madre statunitense, negli anni sessanta studia alla Johns Hopkins University. È sposato con l'attrice Mary Jo Deschanel e ha due figlie. Emily e Zooey, anch'esse attrici affermate.
Ha curato la fotografia per la serie I segreti di Twin Peaks, dirigendo anche tre episodi. È stato candidato sei volte al premio Oscar, nel 1984 per Uomini veri, nel 1985 per Il migliore, nel 1997 per L'incredibile volo, nel 2001 per Il patriota, nel 2005 per La passione di Cristo e nel 2019 per Opera senza autore.

## Filmografia

### Direttore della fotografia
- Lanton Mills, regia di Terrence Malick - cortometraggio (1969)
- Trains, anche regia e sceneggiatore - cortometraggio (1976)
- American Graffiti 2 (More American Graffiti), regia di Bill L. Norton (1979)
- Black Stallion (The Black Stallion), regia di Carroll Ballard (1979)
- Oltre il giardino (Being There), regia di Hal Ashby (1979)
- Time Is on Our Side: The Rolling Stones, regia di Hal Ashby (1982)
- Uomini veri (The Right Stuff), regia di Philip Kaufman (1983)
- Il migliore (The Natural), regia di Barry Levinson (1984)
- La moglie del campione (The Slugger's Wife), regia di Hal Ashby (1985)
- Può succedere anche a te (It Could Happen to You), regia di Andrew Bergman (1994)
- L'incredibile volo (Fly Away Home), regia di Carroll Ballard (1996)
- Ricominciare a vivere (Hope Floats), regia di Forest Whitaker (1998)
- Le parole che non ti ho detto (Message in a Bottle), regia di Luis Mandoki (1999)
- Anna and the King, regia di Andy Tennant (1999)
- Il patriota (The Patriot), regia di Roland Emmerich (2000)
- The Hunted - La preda (The Hunted), regia di William Friedkin (2003)
- Timeline - Ai confini del tempo (Timeline), regia di Richard Donner (2003)
- La passione di Cristo ((The Passion of the Christ)), regia di Mel Gibson (2004)
- Il mistero dei Templari (National Treasure), regia di Jon Turteltaub (2004)
- Chiedi alla polvere (Ask the Dust), regia di Robert Towne (2006)
- Spiderwick - Le cronache (The Spiderwick Chronicles), regia di Mark Waters (2008)
- Killshot, regia di John Madden (2008)
- La custode di mia sorella (My Sister's Keeper), regia di Nick Cassavetes (2009)
- Killer Joe, regia di William Friedkin (2011)
- Dream House, regia di Jim Sheridan (2011)
- La leggenda del cacciatore di vampiri (Abraham Lincoln: Vampire Hunter), regia di Timur Bekmambetov (2012)
- Jack Reacher - La prova decisiva (Jack Reacher), regia di Christopher McQuarrie (2012)
- Storia d'inverno (Winter's Tale), regia di Akiva Goldsman (2014)
- L'eccezione alla regola (Rules Don't Apply), regia di Warren Beatty (2016)
- L'amore criminale (Unforgettable), regia di Denise Di Novi (2017)
- Opera senza autore (Werk ohne Autor), regia di Florian Henckel von Donnersmarck (2018)
- Il re leone (The Lion King), regia di Jon Favreau (2019)

### Regista
- Trains - cortometraggio (1976)
- 60 minuti per Danny Masters (The Escape Artist) (1982)
- Robinson Crusoe - La storia vera (Crusoe) (1989)